# Хуан Сегура
Хуан Франсиско Сегура (шп. Juan Francisco Segura; 18. август 1994) шпански је пливач чија ужа специјалност су трке леђним стилом. 

## Спортска каријера
Сегура је био део шпанске репрезентације на Медитеранским играма у Мерсину 2013, где је освојио две бронзане медаље у тркама на 50 и 100 метара леђним стилом. На истом такмичењу је учествовао и пет година касније, у Тарагони 2018. године. 
На светским првенствима је дебитовао у корејском Квангџуу 2019, где је пливао у квалификацијама на 50 леђно (23. место) и 50 слободно (40. место).